# Newtownabbey (district)
Newtownabbey is een voormalig district (met borough status) in Noord-Ierland. Het is sinds 2015 deel van het district Antrim and Newtownabbey. Newtownabbey telde in 2007 81.700 inwoners. De oppervlakte bedraagt 151 km², de bevolkingsdichtheid is 541,1 inwoners per km².
Van de bevolking is 76,2% protestant en 19,4% katholiek.
Antrim · Ards · Armagh · Ballymena · Ballymoney · Banbridge · Belfast · Carrickfergus · Castlereagh · Coleraine · Cookstown · Craigavon · Derry (Londonderry) · Down · Dungannon en South Tyrone · Fermanagh · Larne · Limavady · Lisburn · Magherafelt · Moyle · Newry and Mourne · Newtownabbey · North Down · Omagh · Strabane